# Paul Wopp
Paul Richard Wopp (* 12. April 1881; † 8. Mai 1943 in Berlin-Wittenau) war ein deutscher Fußballspieler.

## Spielerkarriere
Paul Wopp stieß im Sommer 1898 zum BFC Hertha 1892. Bei den Berlinern konnte sich der Mittelläufer schnell einen Stammplatz erarbeiten und avancierte fortan zu einer festen Größe.
Den größten Erfolg seiner Karriere erreichte Wopp in der Saison 1905/06, als er mit seinem Verein erstmals die Berliner Meisterschaft gewann und sich somit für die Endrunde um die deutsche Meisterschaft 1906 qualifizierte. Auch dort gehörte Wopp zu denjenigen, die beide Partien bestritten. Im in Dresden stattfindenden Viertelfinale wurde SC Schlesien Breslau mit 7:1 bezwungen. Dadurch erreichte Hertha das Halbfinale gegen den VfB Leipzig. Nach einem schwer umkämpften Spiel mussten sich die Blau-Weißen aber dem späteren Deutschen Meister mit 2:3 geschlagen geben.
Im Juli 1908 wurde Wopp die Ehre zuteil, als einer der Ersten ein außerordentliches Mitglied beim BFC Hertha zu werden.
Nach der Saison 1908/09 beendete Paul Wopp im Alter von 28 Jahren seine Spielerkarriere.

## Erfolge
- Berliner Meister: 1906